# Juridiction internationale
Une juridiction internationale est un tribunal ayant compétence sur plusieurs pays (ressort international) ou réunissant plusieurs pays.